# Kateryna Kałytko
Kateryna Kałytko (ur. 8 marca 1982 w Winnicy) – ukraińska pisarka i tłumaczka. Zdobyła nagrodę literacką im. Josepha Conrada w 2017 roku.

## Życiorys
Ukończyła dziennikarstwo na Akademii Mohylańskiej w Kijowie. Mieszka w Winnicy i Sarajewie. Na język polski jej wiersze przełożyła Aneta Kamińska. Zostały one wydane w antologiach: 30 wierszy zza granicy. Młoda poezja ukraińska (2012), Wschód – Zachód. Wiersze z Ukrainy i dla Ukrainy (2014) i Listy z Ukrainy. Antologia poezji (2016). Jej utwory były również tłumaczone na: angielski, niemiecki, ormiański, litewski, słoweński, serbski, włoski i hebrajski. W 2021 roku została nominowana do Nagrody Literackiej Europejski Poeta Wolności 2022.
Tłumaczy książki na ukraiński z języka bośniackiego, chorwackiego i serbskiego. Przetłumaczyła utwory takich autorów jak: Miljenko Jergović, Emir Kusturica, Nenad Veličković, Mileta Prodanović, Uglješa Šajtinac, Ozren Kebo czy Meša Selimović.

## Twórczość
- Posibnyk zi stworennia switu (1999)[4]
- Sʹohodnisznie zawtrasznie (2002)[4]
- Portretuwannia asfalʹtu (2004)[4]
- Diałohy z Odissieem (2005)[4]
- Sezon sztormiw (2013)[4]
- Katiwnia. Wynohradnyk. Dim (2014)[4]
- Zemla Zahublenych abo mali straszni kazky (2017)[1]

## Nagrody
- 2021: Nominacja do Nagrody Literackiej Miasta Gdańska Europejski Poeta Wolności[5]
- 2019: Women in Arts Ukraińskiego Instytutu i UN Women[5]
- 2019: Nagroda Miasta Literatury UNESCO
- LitAkcent Roku (2014, 2018, 2019)
- 2017: Książka Roku BBC[6]
- 2017: Nagroda im. Josepha Conrada-Korzeniowskiego Polskiego Instytutu w Kijowie[7]
- 2016: Vilenica Crystal w Słowenii[4]